# Stanisław Szozda
Stanisław Szozda, född 25 september 1950 i Dobromierz, Nedre Schlesiens vojvodskap, död 23 september 2013 i Wrocław, var en polsk tävlingscyklist som tog OS-silver i lagtempoloppet vid olympiska sommarspelen 1972 i München och silver på nytt i samma disciplin vid olympiska sommarspelen 1976 i Montréal. 